# 정광희
정광희(1990년 11월 4일 ~ )는 대한민국의 배우이다.

## 영화
- (2018년) 《인랑》 - 시위대 역
- (2019년) 《봉오동 전투》 - 국경초소생존병 역
- (2019년) 《나쁜 녀석들: 더 무비》 - 윤철주 똘마니 역
- (2020년) 《미스터 보스》 - 야간생 1 역
- (2020년) 《여인에 관한 짧은 필름》